# Nicolas Werth
Pour les articles homonymes, voir Werth.
 (mai 2022).
Nicolas Werth, né en 1950, est un historien français spécialiste de l’histoire de l’Union soviétique. Il est directeur de recherche à l’Institut d'histoire du temps présent, affilié au CNRS.

## Biographie

### Famille
Le père de Nicolas Werth est le journaliste britannique Alexander Werth, d'ascendance russe, qui a passé en URSS les années de guerre.

### Formation
Ancien élève de l'École normale supérieure de Saint-Cloud (L SC 1970), agrégé d'histoire, il commence par enseigner dans le secondaire et à l’étranger (Minsk, New York, Moscou, Shanghaï). Il occupe ensuite le poste d’attaché culturel auprès de l’ambassade de France à Moscou durant la perestroïka (1985-1989).

### Carrière universitaire
Entré au CNRS en 1989, il se consacre depuis son premier livre (Être communiste en URSS sous Staline, 1981) à l'histoire soviétique. C'est particulièrement l'histoire sociale des années 1920-1930 qui l'intéresse, notamment les rapports entre le pouvoir et la société (violence étatique, résistances sociales…).
Son histoire de l'Union soviétique parue en 1992, un de ses livres à vocation synthétique sur la période allant de la fin de l'Empire russe à la Communauté des États indépendants, est systématiquement cité à sa sortie et dans les années qui suivent dans les bibliographies des classes préparatoire aux grandes écoles et dans les universités.
Nicolas Werth participe depuis 1997 au séminaire « Histoire soviétique : sources et méthodes », placé sous la direction de Wladimir Berelowitch, du Centre d'études des mondes russe, caucasien et centre-européen (CERCEC) de l'EHESS. Il est par ailleurs membre des comités de rédaction de Vingtième Siècle. Revue d'histoire et des Cahiers du monde russe.

## Apport à l'histoire de l'Union soviétique
Nourrissant sa réflexion et ses travaux, non seulement des acquis de la soviétologie occidentale, mais aussi des travaux de ses collègues russes (le russe étant sa langue maternelle), il place ses recherches dans la perspective d'un dépassement du clivage entre « école du totalitarisme » et « école révisionniste », le considérant comme obsolète après l'effondrement de l'URSS et l'ouverture au moins partielle des archives. Pourtant, par son attachement à l'histoire sociale, «  longtemps restée la parente pauvre d'une soviétologie axée exclusivement sur le politique », il se place plutôt dans la perspective des travaux des historiens « révisionnistes ».
Il explique d'ailleurs, à l'opposé de certains soviétologues qui pensaient que le contrôle totalitaire de la société soviétique avait été effectif, que les rapports de la police politique « dévoilent souvent la distorsion existant entre une réalité voulue et la réalité des faits ».
Auteur de la partie du Livre noir du communisme consacrée à la Russie soviétique et à l'URSS, il s’est publiquement démarqué de l’idée contenue dans la préface de Stéphane Courtois selon laquelle le communisme serait par essence criminogène. Il a également dénoncé, concernant cette préface, un bilan biaisé du total des victimes du communisme (selon Werth, le bilan serait de 65 à 93 millions), et « une dérive de l'histoire exclusivement policière ». Il affirme : « [...] le Livre noir n'est pas une somme définitive, encore moins une Bible. Etape d'une indispensable réflexion, il aura rempli son but s'il stimule de nouvelles recherches, sans tabous, mais aussi sans préjugés ».
Il contribue à L’Histoire du Goulag stalinien, travail de recherche en sept volumes initié par les Archives d’État de la fédération de Russie et la Fondation Hoover, dont il co-rédige le premier volume,  Les politiques répressives en URSS de la fin des années 1920 au milieu des années 1950 . Il est, en 2007, conseiller historique du documentaire Staline, le tyran rouge, diffusé sur M6 ainsi que pour le film Moissons sanglantes - 1933, la famine en Ukraine (2022) de Guillaume Ribot relatant les observations du journaliste gallois Gareth Jones qui, à partir de mars 1933, a parcouru clandestinement les campagnes ukrainiennes durant la famine connue sous l'appellation d'Holodomor.
Nicolas Werth préside l'association Mémorial-France, la branche française de l'association russe Memorial,.

## Publications
- Être communiste en URSS sous Staline, Paris, Gallimard, 1981, coll. « Archives »  (ISBN 978-2-0702-6327-1)
- La Vie quotidienne des paysans russes de la Révolution à la collectivisation (1917-1939), Paris, Hachette, 1984, 410 p. — Prix Albéric-Rocheron de l'Académie française en 1984
  - Nouvelle édition sous le titre Le Communisme au village, Paris, Les Belles Lettres, coll. « Le Goût de l'Histoire », 2023
- Histoire de l'Union soviétique : de l'Empire russe à la Communauté des États indépendants, 1900-1991, Paris, PUF, 1992
  - Réédité et mis à jour dans la collection « Quadrige Manuels », 608 p.
- Histoire de l’Union soviétique de Lénine à Staline, Paris, PUF, 1995, coll. « Que sais-je ? »
- 1917 : La Russie en Révolution, Paris, Gallimard, 1997, coll. « Découvertes Gallimard/Histoire » (nº 327)
- Histoire de l’Union soviétique : de Khrouchtchev à Gorbatchev, Paris, PUF, 1998, coll. « Que sais-je ? »
- Histoire de l'Union soviétique : de l'Empire russe à l'Union soviétique, 1900-1990, PUF, 2001  (ISBN 9782130514770)
- Histoire de l'Union soviétique. De l'Empire russe à la Communauté des États indépendants, 1900-1991, Paris, PUF, 2008, coll. « Thémis », 6e édition mise à jour  (ISBN 978-2-13-056120-0)
- Les Procès de Moscou (1936-1938), Bruxelles, Complexe, 2006, nouvelle édition revue et augmentée  (ISBN 2-8048-0101-2)
  - Réédition, Paris, Les Belles Lettres, coll. « Le Goût de l'Histoire », 2023
- L'Île aux cannibales : 1933, une déportation-abandon en Sibérie, Paris, Perrin, 2008, 256 p.  (ISBN 978-2-262-02941-8)
- La Terreur et le désarroi : Staline et son système, Paris, Perrin, 2007, coll. « Tempus », 614 p.  (ISBN 978-2-262-02462-8)
- L'Ivrogne et la Marchande de fleurs : autopsie d'un meurtre de masse, 1937-1938, Paris, Tallandier, 2009  (ISBN 978-2-7578-1864-0)
- La Route de la Kolyma, Paris, Belin, 2012  (ISBN 978-2-7011-6416-8) — Prix Essai France Télévisions 2013[12]
- Les Révolutions russes, Paris, PUF, 2017, coll. « Que sais-je ? »
- Essai sur l'histoire de l'Union soviétique 1914-1991, Paris, Perrin, coll. « Tempus », 2019 (1re éd. 2019), 476 p. (ISBN 9782262078799) Les chapitres du livre ont été publiés dans la revue L'Histoire entre 1981 et 2016 et revus, amendés ou augmentés pour cette édition à la lumière des recherches de l'auteur.
- Histoire de l'URSS, PUF, 2020  (ISBN 9782715402454)
- Les Grandes Famines soviétiques, PUF, 2020, coll. « Que sais-je ? »
- Poutine historien en chef, Paris, Gallimard, coll. « Tracts », 9 juin 2022, 64 p. (ISBN 9782072998096) Poutine historien en chef, conférence à Lausanne, le 14 décembre 2022[13].
- Un État contre son peuple : de Lénine à Poutine, Les Belles Lettres, coll. « Le Goût de l'Histoire » (no 40), 2025, 520 p. (EAN 9782251456980).

### En collaboration
- Avec Gaël Moullec, Rapports secrets soviétiques : la société russe dans les rapports confidentiels, 1921-1991, Paris, Gallimard, 1995
- Avec Marc Grosset, Les Années Staline, éditions du Chêne, 2007  (ISBN 9782842775476)
- Avec Alexis Berelowitch, L'État soviétique contre les paysans : rapport secrets de la police politique (Tcheka, GPU, NKVD), 1918-1939, Paris, Tallandier, octobre 2011 (1re éd. 2011), 793 p. (ISBN 978-2-84734-575-9)

### Ouvrages collectifs
- « Un État contre son peuple : violences, répressions, terreurs en URSS de 1917 à 1953 », in Stéphane Courtois (dir.), Le Livre noir du communisme, Paris, Robert Laffont, 1997, p. 45-313
- Sous la direction de Stéphane Courtois, Le jour se lève : l'héritage du totalitarisme en Europe, 1953-2005, Mayenne, Éditions du Rocher, coll. « Démocratie ou totalitarisme », 2006, 493 p. (ISBN 978-2268057019)
- Sous la dir. de Lidia Miliakova, éd. fr. de Nicolas Werth, Le Livre des pogroms : antichambre d'un génocide, Ukraine, Russie, Biélorussie, 1917-1922, Calmann-Lévy, coll. « Mémorial de la Shoah », Paris, 2010, 750 p. (ISBN 9782702141519)
- Le Goulag. Témoignages et archives, édition établie, annotée et présentée par Luba Jurgenson et Nicolas Werth, Robert Laffont, coll. « Bouquins », 2017, 1152 p.

### CD
- La Grande Famine en Ukraine, 1932-1933. Le plus grand crime de masse du stalinisme, De vive voix, 2009  (ISBN 9782846840880)